# Estación de hidrógeno

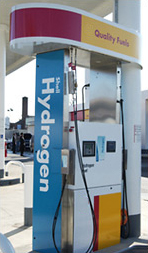
Estación de repostando de hidrógeno o hidrogenera.

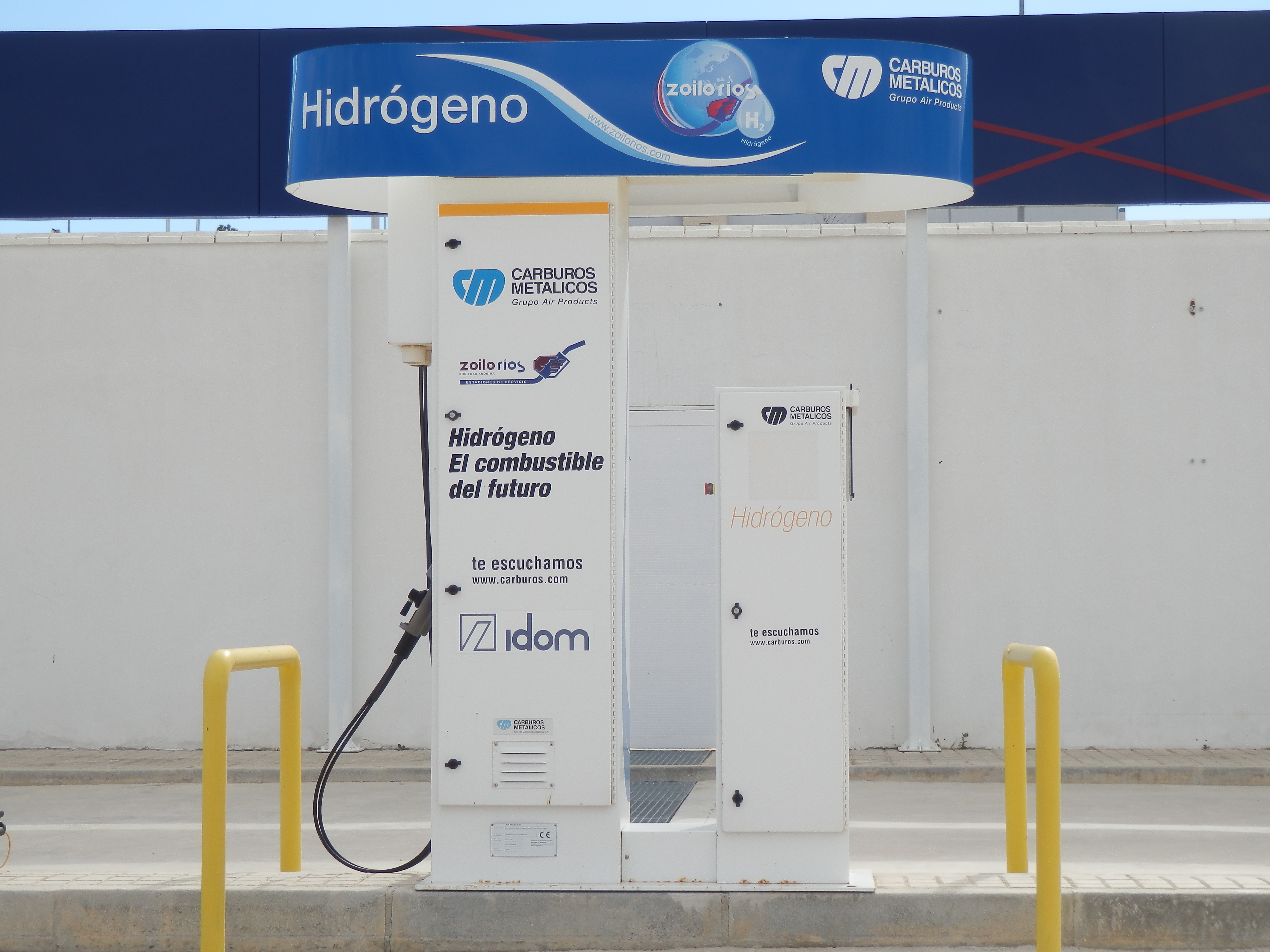
Hidrogenera en Zaragoza

Una estación de hidrógeno o hidrogenera  es una estación de servicio o almacenamiento para el hidrógeno que lo dispensa, ya sea en pilas de combustible o como materia prima, usualmente localizada a las orillas de carreteras y/o autopistas. Los vehículos de hidrógeno lo usan como combustible de diferentes maneras, incluyendo en celdas de combustible o directamente por combustión. Este es surtido por kilogramos a través de un surtidor de hidrógeno.
Es un concepto relativamente nuevo, puesto que las pilas de hidrógeno parecen ser la fuente de energía alternativa al petróleo. Se pretende que cuando los medios de transporte usen pilas de combustible en sustitución del gasóleo o gasolina puedan surtirse de hidrógeno en hidrogeneras.
Hoy en día es casi un concepto futurista, pero dado que las nuevas tecnologías energéticas están a la orden del día, resulta que se está haciendo un término más usado. Se espera que las estaciones de servicio vayan poco a poco reemplazando los combustibles fósiles basados en el petróleo por el hidrógeno (muy probablemente licuado) para las pilas de combustible.
El hidrógeno pretende ser el combustible intermediario entre la generación de energía renovable y el usuario, evitando el problema de la discontinuidad de generación y movilidad en el caso del transporte.

## Galería de imágenes

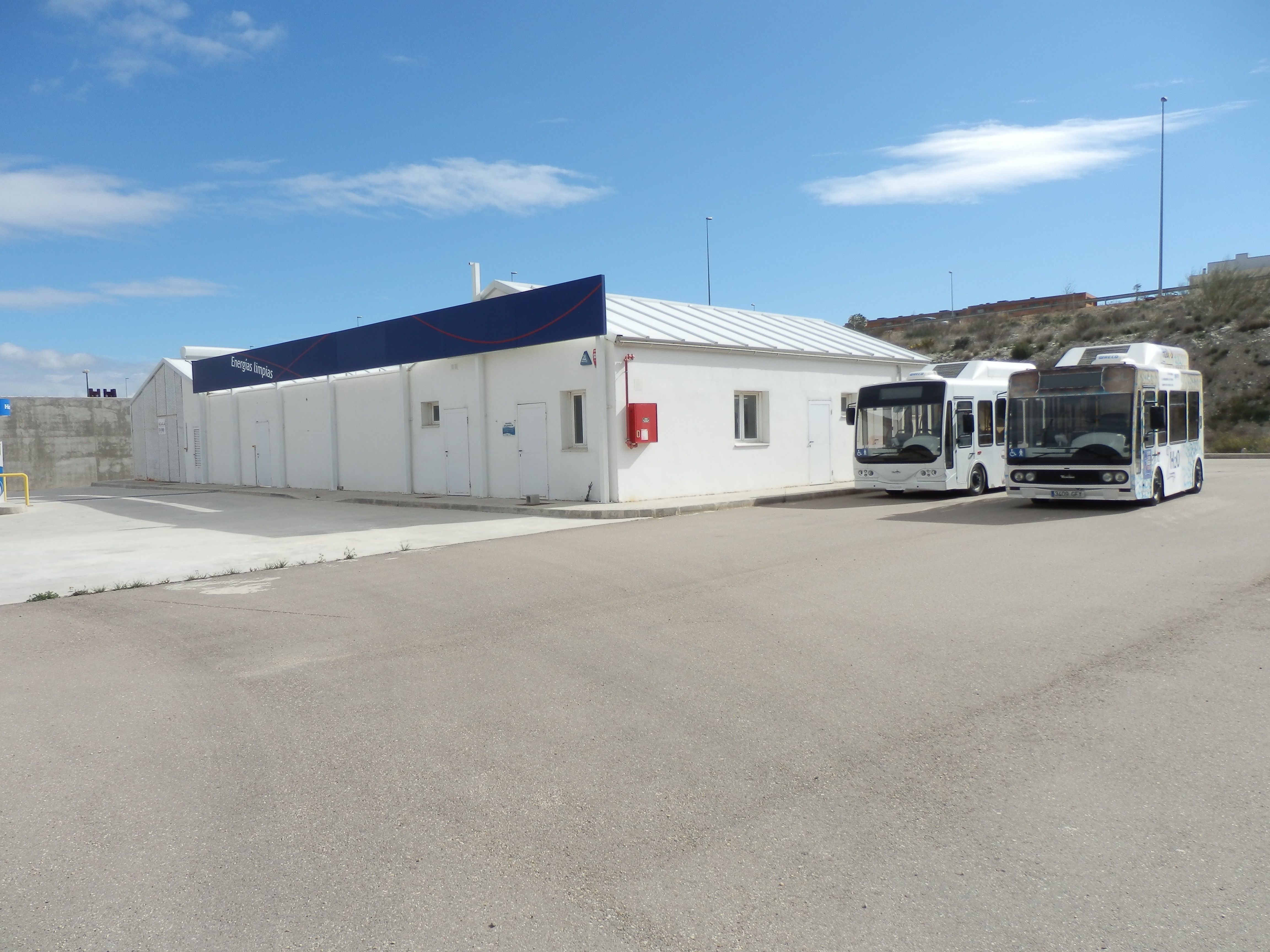
Hidrogenera en Zaragoza
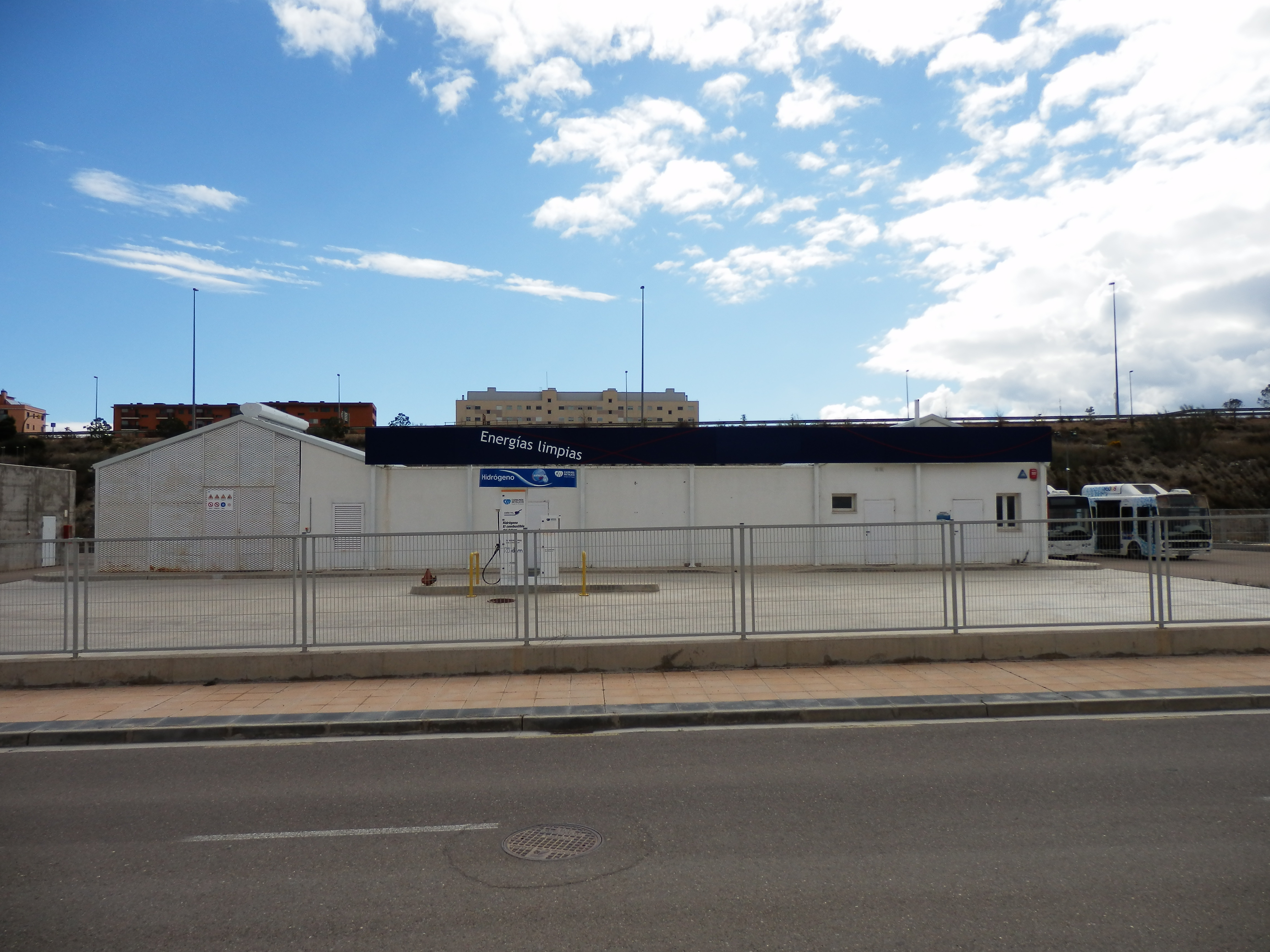
Hidrogenera en Zaragoza
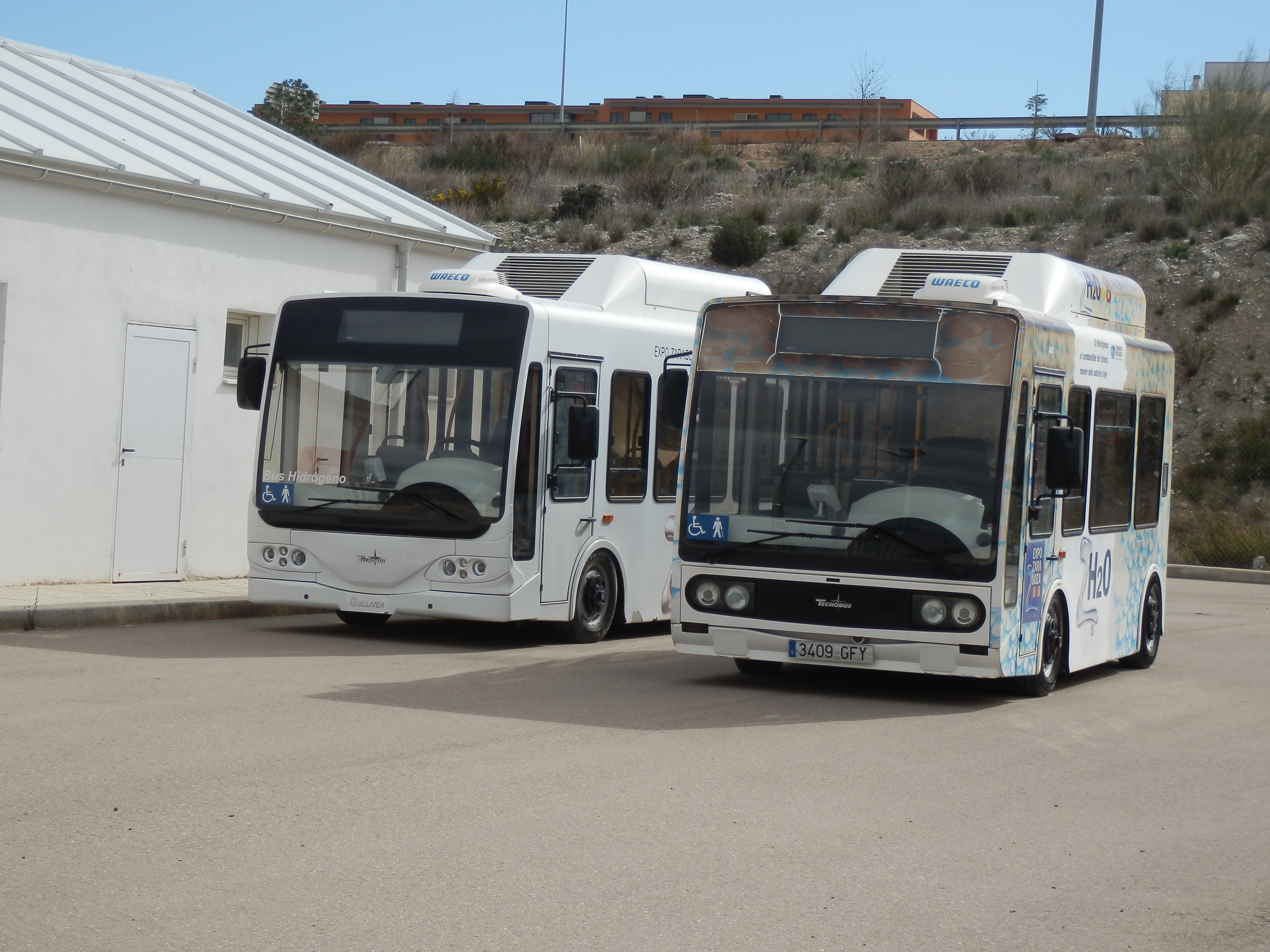
Autobuses de hidrógeno
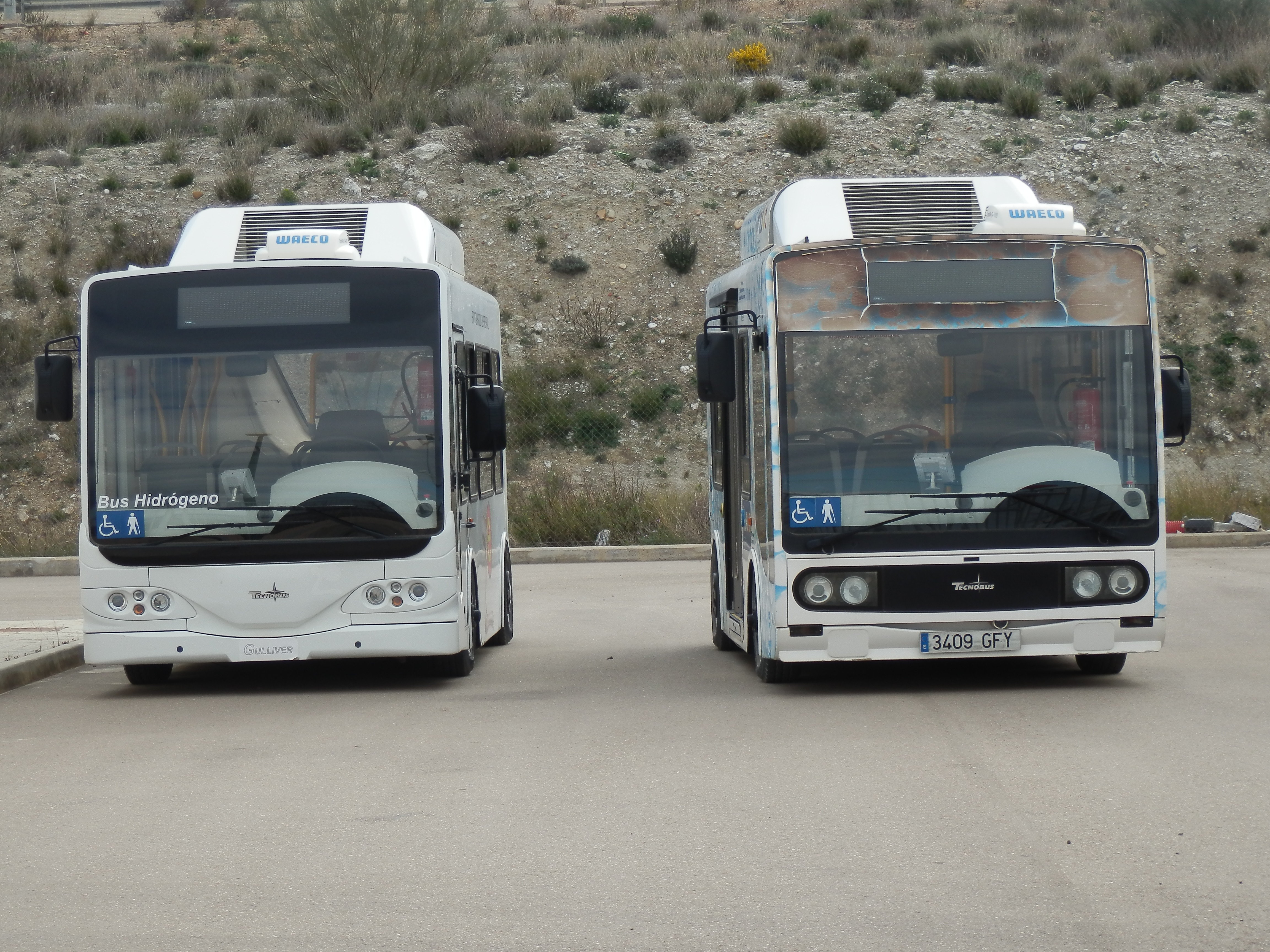
Autobuses de hidrógeno
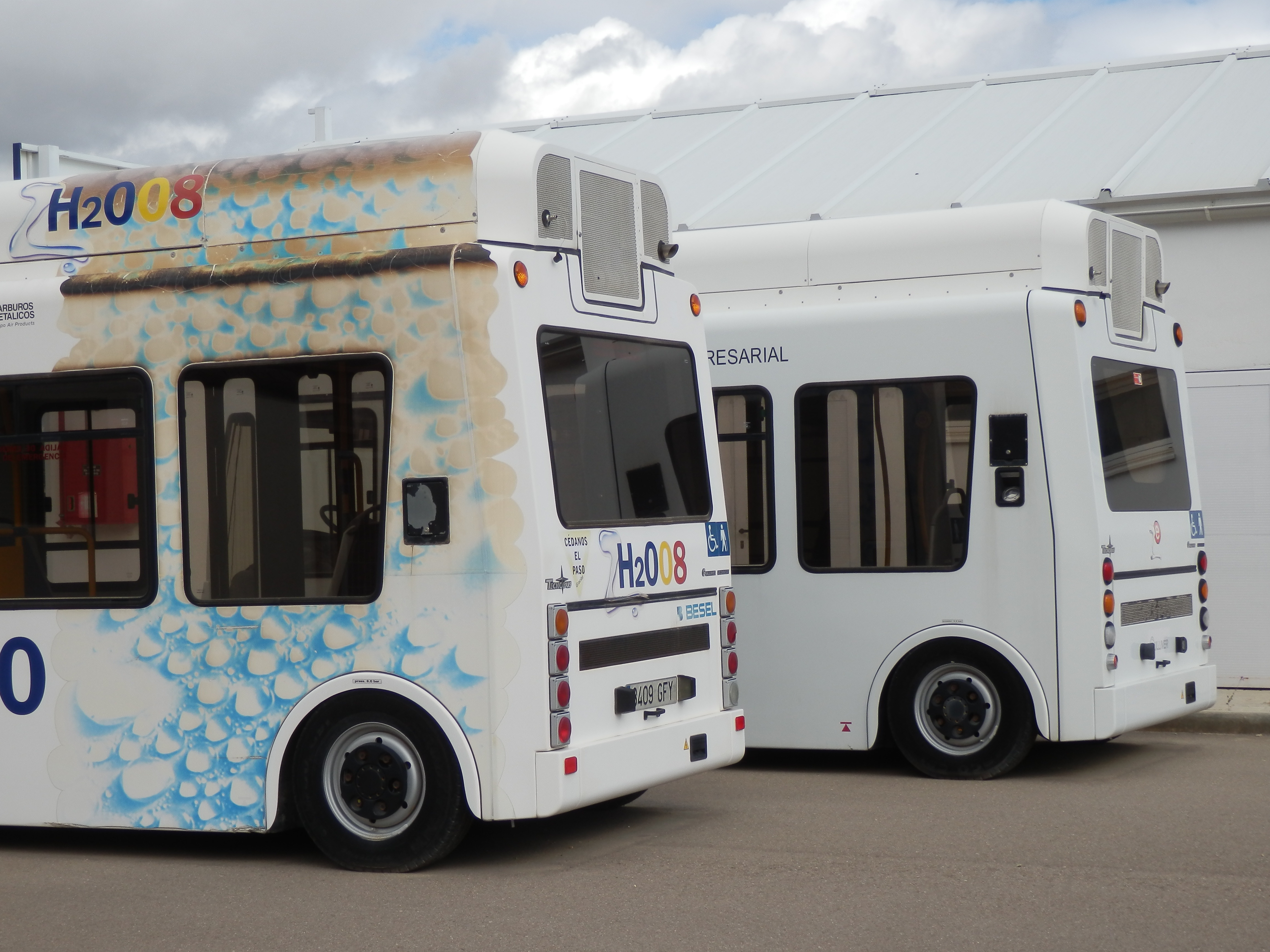
Autobuses de hidrógeno
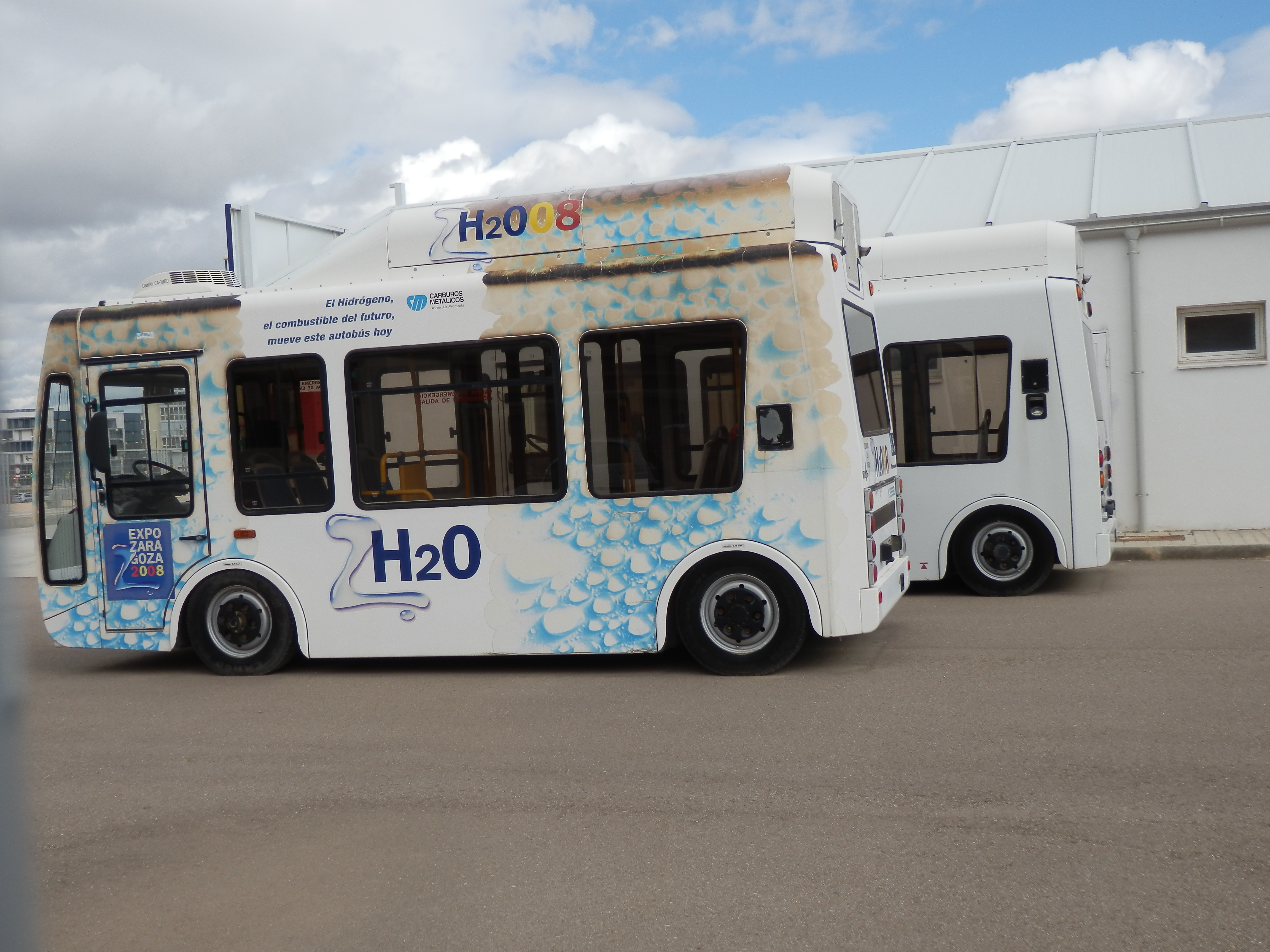
Autobuses de hidrógeno